# شهرستان لئون (تگزاس)
شهرستان لئون، تگزاس (به انگلیسی: Leon County, Texas) یک سکونتگاه مسکونی در ایالات متحده آمریکا است که در تگزاس واقع شده‌است.

## خصوصیات
شهرستان لئون ۲٬۷۹۹٫۷۹ کیلومترمربع مساحت دارد.